# Gongylolepis pedunculata
Gongylolepis pedunculata là một loài thực vật có hoa trong họ Cúc. Loài này được Maguire mô tả khoa học đầu tiên năm 1953.